# Conseller en cap

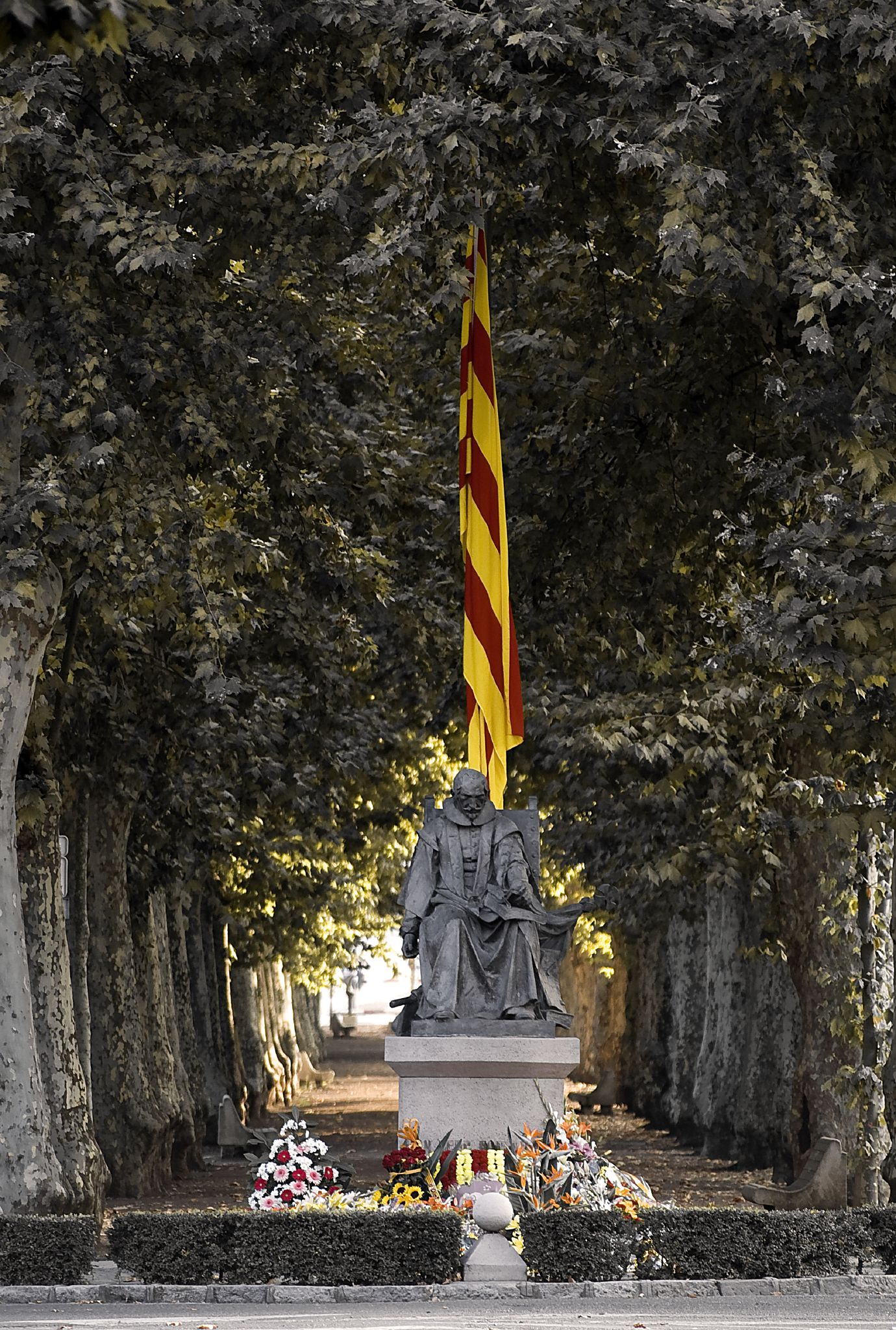
Monumento a Joan Pere Fontanella (Olot, 1576-id., 1649), conseller en cap en 1640, durante la Sublevación de Cataluña.

Conseller en cap («consejero en jefe») en Cataluña —Jurat en cap en el reino de Valencia y Jurado en cap en la Corona de Aragón— es la denominación de un cargo histórico que provenía de la institución medieval barcelonesa del Consejo de Ciento. El cargo desapareció tras los Decretos de Nueva Planta en 1714, junto con la abolición de la Generalidad de Cataluña. El primer conseller en cap fue Ponç d'Alest en 1257, mientras que la última persona que ocupó el cargo antes su abolición fue Rafael Casanova en 1713.

## SiglosXX-XXI
Siglos después de la abolición del cargo, el gobierno de Jordi Pujol del grupo político CiU usó la denominación conseller en cap para promocionar al candidato Artur Mas como sucesor de Pujol a presidente de la Generalidad de Cataluña para las elecciones de 2003. Sus acciones distaron del cargo de conseller en cap, acercándose más a la figura de primer ministro de otros países. En 2007, ese nuevo cargo fue rebautizado por el nombre conseller primer, puesto que se consideró que conseller en cap designaba el cargo histórico del Ayuntamiento de Barcelona y no a la Generalidad de Cataluña.